# Csaba Magdo
Csaba Magdo (* 21. Mai 1977 in Săcele) ist ein ehemaliger rumänischer nordischer Kombinierer und Skispringer, sowie späterer Skisprungtrainer.

## Werdegang
Vor seinen Erfolgen im Skispringen betrieb er eine Zeit lang Nordische Kombination, wo er bei einem Wettkampf im damaligen Weltcup B den letzten Platz belegte.
2000 wurde er rumänischer Meister im Skispringen. In der Folge sprang er ab 2002 im Continental-Cup bei einigen Continental-Cups in Deutschland, kam aber nie über den 46. Platz hinaus – bei 49 Teilnehmern. 2003 trat er bei den nordischen Skiweltmeisterschaften in Val di Fiemme an und belegte von der Normalschanze und der Großschanze den letzten Platz.
Danach nahm er mit weitaus mehr Erfolg an einigen rumänischen Meisterschaften teil und beendete danach seine Karriere und wurde Trainer.
Im späteren Beruf ist er Professor und Direktor des Clubul Elevilor Sacele.